# Меёс, Жан
Жан Меёс (фр. Jean Meeus, 12 декабря 1928 г.) — бельгийский математик, астроном, специализирующийся на небесной механике, сферической астрономии и математической астрономии
.
Изучал математику в Лёвенском университете, где в 1953 году получил степень лиценциата. С тех пор и до выхода на пенсию в 1993 году работал метеорологом в брюссельском аэропорту.

## Награды
В 1981 году в знак признания его вклада в астрономию Международный астрономический союз назвал пояс астероидов в честь Меёса пояс астероидов 2213 Meeus, открытый 24 сентября 1935 года Эженом Дельпортом.
В 1986 году Тихоокеанское астрономическое общество присудило Меёсу премию Amateur Achievement Award, вручаемую за достижения в любительской астрономии. Почётный член Королевского астрономического общества Канады.

## Публикации
- Tables of Moon and Sun (Kessel-Lo: Kesselberg Sterrenwacht, 1962)
- Syzygies Tables (Kessel-Lo: Kesselberg Sterrenwacht, 1963)
- соавтор Carl C. Grosjean, Willy Vanderleen, Jean Meeus: Canon of Solar Eclipses (Oxford: Pergamon Press, 1966)
- Astronomical Formulae for Calculators (1979) ISBN 0-943396-22-0, переиздания
  - Меёс Ж. Астрономические формулы для калькуляторов / пер. с англ. Расторгуева А. С.. — М.: Издательство "Мир", 1988. — 162 с. — 10 тыс. экз. — ISBN 5-03-000936-1.
- соавтор Hermann Mucke, Jean Meeus: Canon of Lunar Eclipses: -2000 to +2526 (Astronomisches Büro, 1979) Bibcode: 1979cle..book.....M, переиздания
- Astronomical Tables of the Sun, Moon and Planets (1983) ISBN 0-943396-02-6, переиздания
- Elements of Solar Eclipses 1951-2200 (1989) ISBN 0-943396-21-2
- Transits (1989)
- Astronomical Algorithms (1991) ISBN 0-943396-35-2, переиздания
- Mathematical Astronomy Morsels (1997) ISBN 0-943396-51-4
- More Mathematical Astronomy Morsels (2002) ISBN 0-943396-74-3
- Mathematical Astronomy Morsels III (2004) ISBN 0-943396-81-6
- Mathematical Astronomy Morsels IV (2007) ISBN 978-0-943396-87-3
- Mathematical Astronomy Morsels V (2009) ISBN 978-0-943396-92-7
- соавтор Fred Espenak, Jean Meeus: Five Millennium Canon of Solar Eclipses: -1999 to +3000 (October 2006), NASA Technical paper 2006-214141 2006[4][5]